# Halyna Smijewska

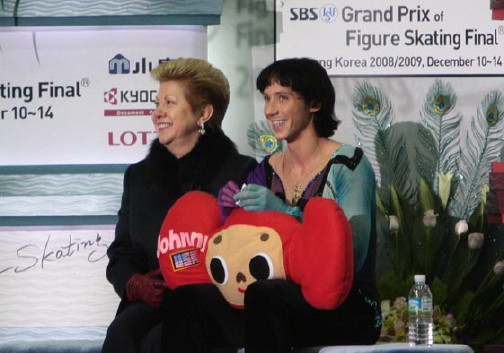
Halyna Smijewska und Johnny Weir

Halyna Smijewska (ukrainisch Галина Змієвська, russisch Галина Змиевская engl. Transkription Galina Zmievskaya; * 1952 in Odessa, Ukrainische SSR) ist eine ukrainische Eiskunstlauf-Trainerin.
Viele von Smijewskas ehemaligen Schüler waren in der Weltspitze vertreten – so führte sie Wiktor Petrenko 1992 und Oksana Bajul 1994 zum Olympiasieg. Neben ihrer Rolle als Trainerin von Oksana Bajul ist sie zusätzlich ihr gesetzlicher Vormund seit dem Tod ihrer Mutter. Des Weiteren trainierte sie den US-amerikanischen Meister Scott Davis, die italienische Meisterin Silvia Fontana, Europameister Wjatscheslaw Sahorodnjuk, den japanischen Meister Takeshi Honda, die ukrainische Meisterin Natalja Popowa sowie Elene Gedewanischwili 2007 und Stéphane Lambiel 2008. Ab 2007 trainierte sie den US-amerikanischen Meister Johnny Weir.
Nach Bajuls Olympiasieg im Jahr 1994 zog Smijewska nach Simsbury, Connecticut, wo sie rund zehn Jahre lang am International Skating Center of Connecticut unterrichtete. Im Anschluss daran zog sie mit ihrer Tochter Nina und deren Mann Wiktor nach Wayne, New Jersey, wo sie Schüler in der Ice Vault Arena trainierte.
Smijewska ist mit einem Bauunternehmer aus Odessa verheiratet. Ihre ältere Tochter Nina ist mit Wiktor Petrenko verheiratet und hat Choreografien für viele der Schüler Halyna Smijewskas kreiert. Smijewskas zweite Tochter heißt auch Galina.